# (300187) 2006 WK65
(300187) 2006 WK65 es un asteroide perteneciente al cinturón de asteroides descubierto el 17 de noviembre de 2006 por el equipo del Mount Lemmon Survey desde el Observatorio del Monte Lemmon, Arizona, Estados Unidos.

## Designación y nombre
Designado provisionalmente como 2006 WK65.

## Características orbitales
2006 WK65 está situado a una distancia media del Sol de 3,055 ua, pudiendo alejarse hasta 3,483 ua y acercarse hasta 2,627 ua. Su excentricidad es 0,140 y la inclinación orbital 11,64 grados. Emplea 1951,16 días en completar una órbita alrededor del Sol.

## Características físicas
La magnitud absoluta de 2006 WK65 es 16,2. 